# Liparetrus laetus
Liparetrus laetus är en skalbaggsart som beskrevs av Blackburn 1888. Liparetrus laetus ingår i släktet Liparetrus och familjen Melolonthidae. Inga underarter finns listade i Catalogue of Life.